# Klubový fotbalista roku podle UEFA

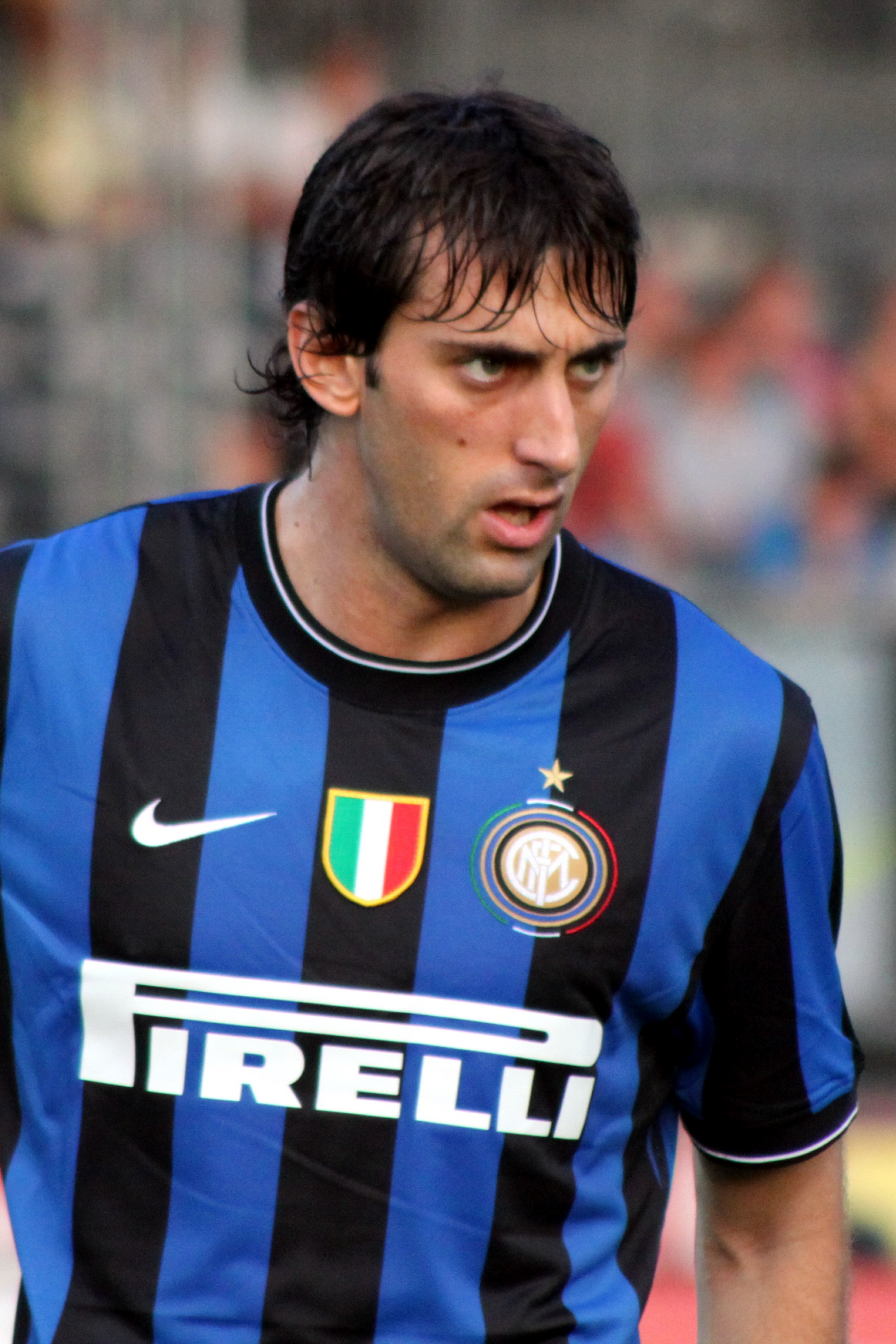
Diego Milito, poslední vítěz v roce 2010.

Klubový fotbalista roku podle UEFA (UEFA Club Footballer of the Year) bylo fotbalové ocenění pro nejlepší fotbalisty hrající v některém evropském fotbalovém klubu (resp. v klubu náležícího pod evropskou asociaci UEFA). Udělovalo se v letech 1998–2010 na konci sezóny v Monaku na galavečeru před utkáním Superpoháru UEFA. Poté bylo nahrazeno cenou UEFA nejlepší hráč Evropy. Celkem tedy byla udělena 13krát a pokaždé byl jiný vítěz (nikdo ji nezískal vícekrát než jednou).

## Přehled vítězů
Zdroj:
| Sezóna  | Hráč              | Pozice   | Klub              | Vyhrál také       |
| ------- | ----------------- | -------- | ----------------- | ----------------- |
| 1997/98 | Ronaldo           | útočník  | FC Inter Milán    | nejlepší útočník  |
| 1998/99 | David Beckham     | záložník | Manchester United | nejlepší záložník |
| 1999/00 | Fernando Redondo  | záložník | Real Madrid       |                   |
| 2000/01 | Stefan Effenberg  | záložník | FC Bayern Mnichov |                   |
| 2001/02 | Zinédine Zidane   | záložník | Real Madrid       |                   |
| 2002/03 | Gianluigi Buffon  | brankář  | Juventus FC       |                   |
| 2003/04 | Deco              | záložník | FC Porto          | nejlepší záložník |
| 2004/05 | Steven Gerrard    | záložník | Liverpool         |                   |
| 2005/06 | Ronaldinho        | útočník  | FC Barcelona      |                   |
| 2006/07 | Kaká              | záložník | AC Milán          | nejlepší útočník  |
| 2007/08 | Cristiano Ronaldo | útočník  | Manchester United | nejlepší útočník  |
| 2008/09 | Lionel Messi      | útočník  | FC Barcelona      | nejlepší útočník  |
| 2009/10 | Diego Milito      | útočník  | FC Inter Milán    | nejlepší útočník  |